# Ryu Hyuk-in
Ryu Hyuk-in (tiếng Hàn Quốc: 류혁인; 1934 - 1999) là một nhà báo và chính khách Hàn Quốc. Ông từng là Thư ký cấp cao về các vấn đề chính trị của Nhà Xanh và Cục trưởng Cục Thông tin Công cộng thứ tư. Quê của ông ở Jeonju.

## Tiểu sử
Ông là một nhà báo, từng chủ nhiệm chuyên mục chính trị của Dong-a Ilbo.
Dưới thời Park Chung-hee, ông từng là Chánh văn phòng Tổng thống năm 1973, đại sứ Hàn Quốc tại Bồ Đào Nha, giám đốc Viện Nghiên cứu Chiến lược Quốc tế (IISS), và Cục trưởng Cục Thông tin Công cộng từ ngày 9 tháng 10 năm 1992 đến ngày 25 tháng 2 năm 1993.

## Gia đình
- Vợ: He Ang (Hứa Ưởng)
  - Con trai : Ryu Seok-choon (Liễu Tích Xuân, sinh năm 1955) - Giáo sư, Khoa Xã hội học, Đại học Yonsei
  - Con trai : Ryu Seok-jin (Liễu Tích Tân, 1958 - 2022) - Giáo sư Khoa học Chính trị và Quan hệ Quốc tế, Đại học Sogang
  - Con rể : Choi Geum-rak (Thôi Kim Lạc, sinh năm 1958) - Cố vấn, Công ty Luật Lee & Ko
  - Cháu gái ngoại: Lee In-yong (Lý Nhân Dũng, 1957 ) - Cựu phóng viên MBC, nhân viên của của Samsung Electronics) (con trai của chị gái)